# La Collada (Sant Quirze Safaja)
La Collada és el nom d'una collada situada a 842,8 metres d'altitud situada al límit dels termes municipals de Sant Martí de Centelles, de la comarca d'Osona, i de Sant Quirze Safaja, de la comarca del Moianès.
Està situat en el sector nord-est del terme de Sant Quirze Safaja i al sud-oest del de Sant Martí de Centelles, en el vessant nord-est del puig de la Carassa, a la capçalera del torrent de la Rovireta.